# フォッサート・セッラルタ
フォッサート・セッラルタ（イタリア語: Fossato Serralta）は、イタリア共和国カラブリア州カタンザーロ県にある、人口約600人の基礎自治体（コムーネ）。

## 地理

### 位置・広がり

#### 隣接コムーネ
隣接するコムーネは以下の通り。
- アルビ
- チカーラ
- ジミリアーノ
- ペントーネ
- ソルボ・サン・バジーレ
- タヴェルナ

## 行政

### 分離集落
フォッサート・セッラルタには、以下の分離集落（フラツィオーネ）がある。
- Maranise, Canne, Savuci